# Reino do Sul
O Reino do Sul (em italiano: Regno del Sud) é o termo usado na historiografia italiana para identificar a parte do sul da Itália controlada pelo Governo Militar Aliado dos Territórios Ocupados (AMGOT) na última parte da Segunda Guerra Mundial, e governada pelo AMGOT em cooperação com o governo do Reino da Itália (inicialmente com Pietro Badoglio e mais tarde Ivanoe Bonomi como primeiros-ministros), em oposição ao norte e centro da Itália ocupados pelos alemães, onde a República Social Italiana havia sido estabelecida.
A rigor, o termo é usado com referência ao período entre setembro de 1943, quando o rei Vítor Emanuel III e o governo fugiram de Roma para Brindisi após o armistício de Cassibile, e junho de 1944, quando Roma foi libertada pelos Aliados e retomou sua função como capital da Itália. No entanto, seu uso é frequentemente estendido para cobrir o período até 1945 e o fim da guerra, ou seja, todo o período em que a Itália permaneceu dividida, período durante o qual o governo italiano, embora tivesse se restabelecido em Roma, ainda não tinha controle total de seu território nominal ou de seus órgãos locais, policiais e militares. As atividades administrativas, militares e políticas, e a sua documentação, eram divididas entre aquelas geridas pelo governo de Roma, pela República Social Italiana, pelas forças partidárias e pelos exércitos no terreno.  
Na sua formação em setembro de 1943, o Reino do Sul controlava apenas a Apúlia, a Sardenha e partes da Basilicata e da Calábria. A Sicília, então sob a administração da AMGOT após sua captura durante a Operação Husky no verão de 1943, foi devolvida ao controle do governo italiano em fevereiro de 1944. Mais territórios ficaram sob o controle do Reino do Sul à medida que os Aliados avançavam para o norte ao longo da península italiana. O rei e o governo inicialmente estabeleceram sua sede em Brindisi, embora a cidade nunca tenha sido oficialmente designada como capital da Itália. A soberania de facto do reino era limitada, uma vez que estava sujeito à Comissão de Controlo Aliada para a Itália.  
Regno del Sud nunca foi uma designação oficial. Todos os documentos e atos continuaram a referir-se ao Reino da Itália, e este foi reconhecido internacionalmente (exceto pelas potências do Eixo) como o estado legítimo para toda a Itália, incluindo o norte ocupado pelos alemães.   